# Museo Judío de Múnich
El Museo Judío de Múnich (en alemán: Jüdisches Museum München) es un museo judío e histórico de la ciudad de Múnich, capital de Baviera, Alemania. Está ubicado en el nuevo centro judío de la ciudad, en la Sankt-Jakobs-Platz, entre la sinagoga principal y el resto del centro comunitario judío, sede de la Comunidad Judía de Múnich y de la Alta Baviera.
El museo trata la historia y cultura de los judíos muniqueses y bávaros y el papel de la comunidad judía de la ciudad. Su construcción comenzó en 2004 y fue inaugurado en marzo de 2007. A diferencia de la mayoría de museos de su categoría, no está gestionado por la propia comunidad judía sino por la concejalía de cultura del ayuntamiento de Múnich.

## Historia
La idea de abrir un museo judío en Múnich data de 1928, cuando se desarrollaron los primeros planes pertinentes que, no obstante, debido a las dificultades de los años de entreguerras y su significado para los judíos de Alemania, y más tarde durante la Segunda Guerra Mundial, no volvieron a plantearse hasta después de la guerra. Fue el longevo presidente de la entonces Comunidad Israelita de Múnich (Israelitischen Kultusgemeinde), Hans Lamm, quien impulsó la puesta en marcha de un proyecto que, sin embargo, nunca llegó a realizarse.
Solo en los años 1980 sería inaugurado por primera vez un museo judío en la ciudad, de la mano del galerista Richard Grimm, aprovechando un pequeño espacio de exhibiciones en plena Maximilianstraße, de las principales avenidas de la capital bávara. Aquel museo cerró al cabo de diez años por falta de recursos frente a la cada vez mayor demanda por parte de visitantes y turistas, siendo reubicada su colección —cedida a la comunidad judía local— en uno de los espacios de su propiedad, convertido en zona de exposiciones y gestionado por la ciudad de Múnich como museo público (Münchner Stadtmuseum), en colaboración con los archivos municipales.

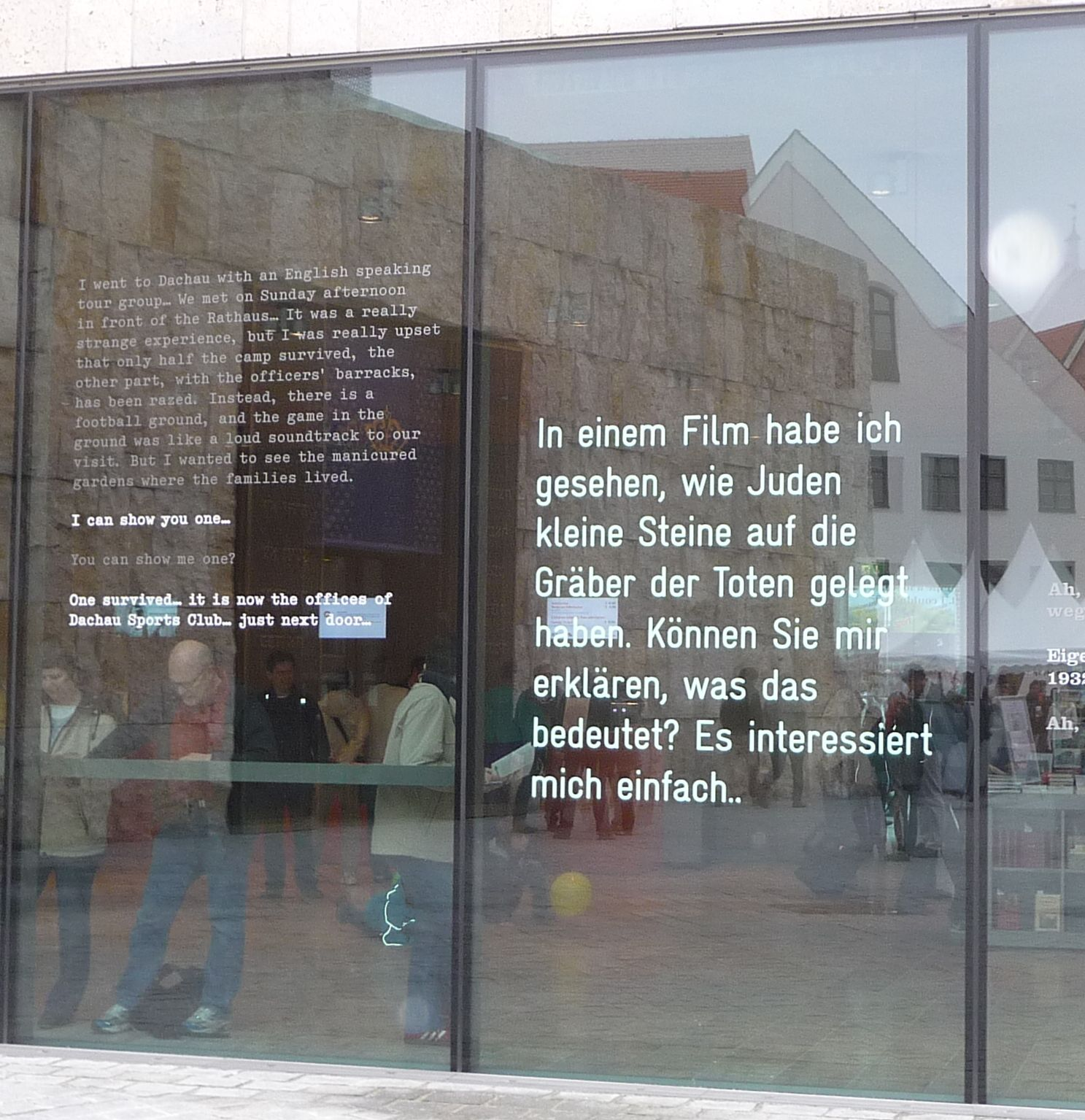

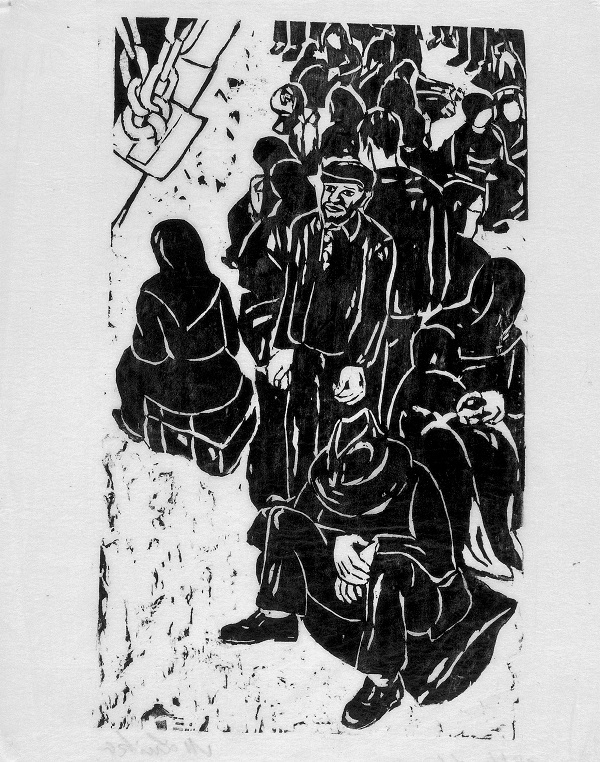
Menschengruppe vor der Deportation (grupo de personas ante la deportación), grabado xilográfico de Maria Luiko, 1938

A principios del nuevo milenio, la ciudad de Múnich junto con la comunidad judía elaboraron un plan de renovación de las instituciones de la judería local y su reubicación a la Sankt-Jakobs-Platz, un proyecto que incluía la nueva sinagoga principal y la sede de la comunidad, que representa tanto a Múnich como a la región de Alta Baviera en su totalidad. La nueva sede alberga una escuela primaria judía, una guardería, un centro juvenil, un auditorio comunitario y un restaurante kosher.
En 2006 se decidió erigir en el mismo sitio un nuevo museo judío a partir de la colección del museo de Grimm, aprovechando uno de los edificios ya en fase de restauración, que se convertía así en el principal museo de la región en esta temática (Jüdischen Museums der Landeshauptstadt München). El desarrollo del proyecto, financiado por las autoridades locales con 13,5 millones de euros, se encargó a un trío de arquitectos de Saarbrücken, expertos en museos históricos.

## Arquitectura
El edificio del museo, diseñado como un cubo independiente, está conformado por tres plantas conectadas entre sí por una escalera recta, que no cambia de dirección ni se curva entre sus extremos, y que termina en un gran tragaluz. Este tipo de construcciones era común en el Múnich de la Edad Media ya que ahorraba espacio en una urbe cada vez más saturada.
Las dos plantas superiores albergan las exposiciones temporales, un centro de aprendizaje y la biblioteca, mientras que la exposición permanente del museo se encuentra en la planta baja, diseñada en forma de un vestíbulo transparente.

## Publicaciones
- Jews 45 - 90 From Here and There - Survivors from Eastern Europe (Pub 2012; ISBN: 9783942271486)[5]